# 国民軍 (中華民国)

1925年の中国。薄オレンジが西北派の支配地域

国民軍（こくみんぐん）は、中華民国に存在した軍閥で、北京政府・直隷派の有力軍人にして西北軍指導者の馮玉祥が結成した軍事組織である。熱河省・察哈爾省・綏遠省・甘粛省を支配したことから「西北派」とも呼ばれている。

## 概要

### 北京政変と勢力拡大

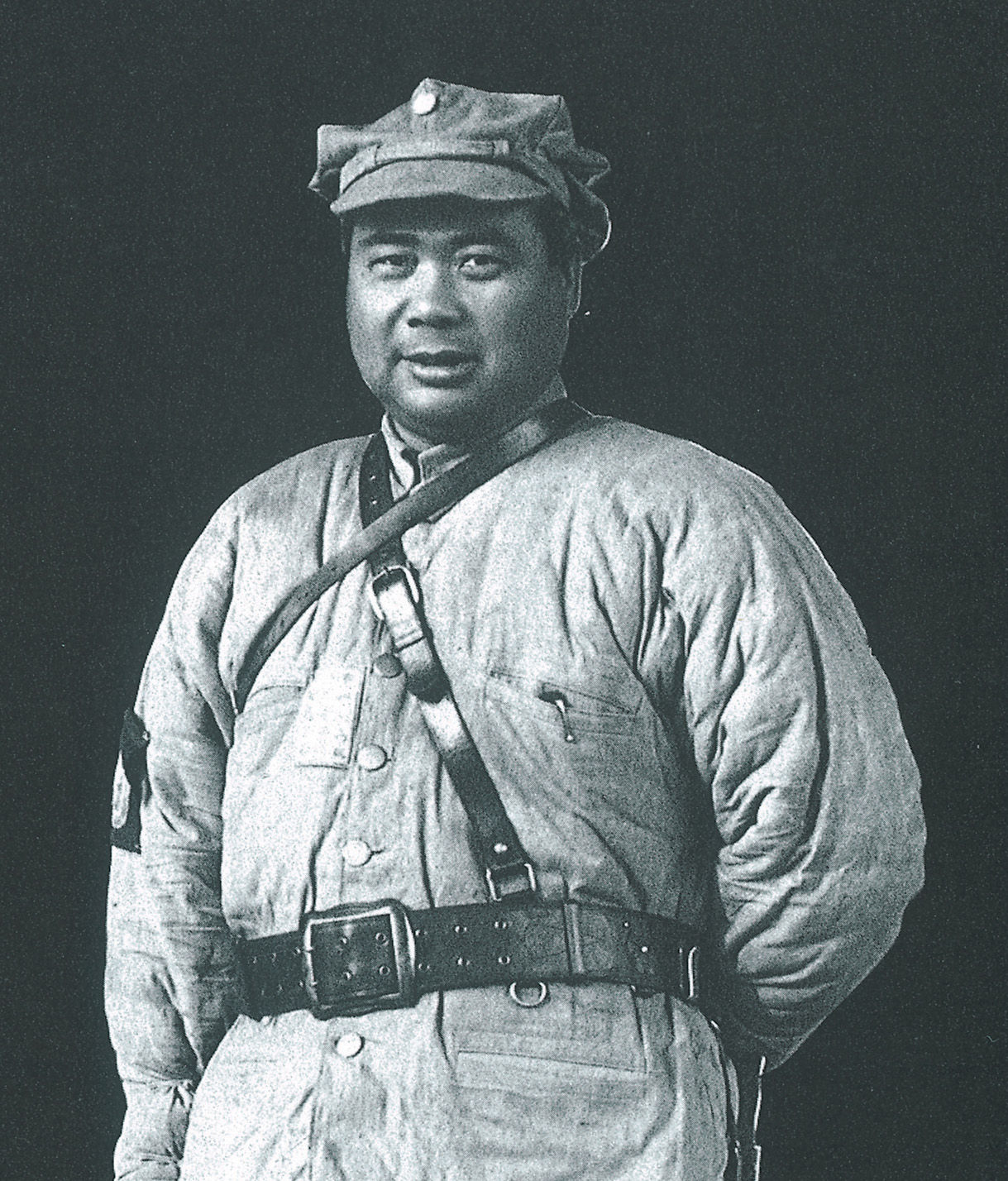
馮玉祥

1924年（民国13年）10月、第2次奉直戦争の最中に馮は北京政変（首都革命）を起こし、直隷派の中華民国大総統曹錕を捕縛して、北京を掌握する。
10月25日、馮玉祥は電文を発し、中華民国国民軍会議の設置、すなわち国民軍の組織を宣言した。国民軍総司令兼第1軍軍長は馮、副司令兼第2軍軍長は胡景翼、副司令兼第3軍軍長は孫岳という構成となっている。12月12日、馮は国民軍の名義を廃止したが、一般にはその後も馮の軍は「国民軍」と呼び習わされた。
翌1925年（民国14年）1月4日、馮玉祥は西北辺防督弁に就任し、北京・熱河省・察哈爾省・綏遠省・甘粛省などを支配した。これにより国民軍第1軍は「西北軍」とも呼ばれている。
胡景翼率いる国民軍第2軍は、直隷派の呉佩孚を撃破して河南省に入る。1925年2月、陝西督軍劉鎮華とその部下憨玉琨が河南省支配を狙って進軍し、胡はこれとも戦う（「胡憨之戦」）。4月2日、胡は憨を自決に追い込んで勝利したが、同月10日には、胡も突然病に倒れて死去してしまった。そのため、第2軍第2師師長岳維峻が第2軍軍長に昇格している。
10月15日、国民軍は孫伝芳の五省聯軍と結託し、反奉戦争を発動した。しかし国民軍は戦闘に参加せず、21日、馮玉祥は双方に平和的解決を求める声明を発した。東北陸軍（奉天派）でも高級将軍会議で李景林と郭松齢が張学良に和平を提示し、国民軍は11月13日、天津にて東北陸軍との停戦交渉に乗り出した。国民軍からは鹿鍾麟、張樹声、王乃模、史之照、劉汝賢が、東北陸軍からは張学良、李景林、郭仙橋、楊雲峰、張原琬、蕭其煊が代表として出席し、張学良の報告を受けた張作霖も停戦に同意したため、李景林と郭松齢の斡旋の下、双方は11月15日、李景林の督弁公署にて和平協定を締結した。停戦協定は8か条からなり、京畿周辺における双方の勢力範囲の取り決めと反呉佩孚共闘路線の一致が確認された。これにより、国民軍は南苑・西苑を、東北陸軍は保定・大名を明け渡すこととなった。
しかし18日、輸送に遅延が生じていた李景林の部隊が撤退が終わらないうちに、国民軍の一部の部隊が保定・大名地区に殺到し、戦闘を開始した。激怒した張作霖は郭松齢への帰還命令と李景林に保定・大名地区の奪還命令を下した。馮玉祥と手を結んでいた郭松齢はこれを内通が露見したと思い、李景林とともにかねてより進めていた張作霖打倒計画に乗り出した。20日、馮玉祥は李景林と郭松齢に向けた密約を作成した。
郭松齢は密約にサインした翌日の11月23日、張作霖打倒を唱えて蜂起し、30日には自軍を東北国民軍に改組した。しかし、張の反撃を受けて郭は敗北、処刑されてしまう。東北国民軍第5軍軍長魏益三は馮玉祥に合流し、その軍は国民軍第4軍と称された。
一方、北方国民軍に改組する手はずだった李景林は、結局張作霖の側に留まり、12月8日、馮玉祥が李景林討伐の命を発すると、張之江率いる国民軍3個路は天津に進軍を開始した。李景林は日本やドイツの軍事顧問の指導で楊村（現武清区）に屈強な陣地を構築しており、10日～15日までの間に国民軍に死者4000人の損害を与え、16日に張之江を更迭せしめた。しかし、張の後任の李鳴鐘は19日の積雪に乗じて、白い羊の皮を被った擬装兵に陣地周辺で爆竹や花火を鳴らさせ攪乱する奇策を行って楊村を陥落させ、一気に国民軍が優勢となる。同月末に李は天津を放棄して、山東省の張宗昌を頼り、直魯聯軍を結成した。そんな中、翌1926年（民国15年）1月18日には、直魯聯軍第24師師長方振武が国民軍に転じ、その軍は国民軍第5軍と称されている。

### 馮の下野と南口大戦

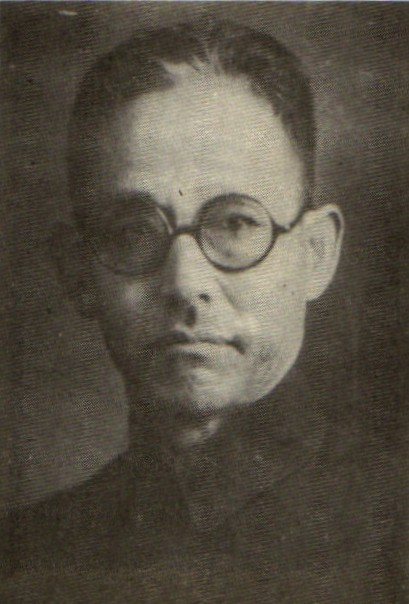
張之江

1926年になると、馮玉祥は郭松齢の敗死に加え、「赤化」批判も受けることになり、同年1月に一時下野を余儀なくされてソ連に出奔する事態となった。そのため、馮配下の「五虎将」の1人である張之江が、後任の西北辺防督弁として、国民軍を率いることになる。張をはじめとして、同じく五虎将の鹿鍾麟・宋哲元・鄭金声らも優れた軍指揮官であった。
一方、12月に漢口で再起した直隷派・呉佩孚は、直魯聯軍と結託し反撃を開始する。1926年（民国15年）1月、3個軍が岳維峻率いる第2軍が支配する河南省に進攻（鄂豫戦争）。3月に河南省全土を掌握され、第2軍は瓦解した。孫岳率いる第3軍も直魯聯軍に撃破された。しかし4月からの南口大戦において張之江率いる国民軍本軍は、馮玉祥不在の中でありながらも、圧倒的優勢な北方各派連合軍を相手に善戦している。8月、ついに綏遠方面への撤退を余儀なくされたものの、国民軍という組織自体の崩壊は免れ、また、北伐を開始した中国国民党にとっても大きな援護射撃となった。
9月、馮玉祥は自軍に復帰し、五原誓師を行った。これにより国民軍は国民聯軍に改組され、全軍が国民党に加入している。翌年には、さらに国民革命軍第2集団軍に改組された。

## 国民軍の編制

### 国民軍第1軍

#### 1924年10月 - 12月
4個師、4個混成旅等により構成され、総兵力は9万人。

国民軍総司令兼第1軍軍長 馮玉祥
国民軍参謀長 劉驥
第1師師長 鹿鍾麟
第2師師長 劉郁芬
第3師師長 鄭金声
第11師師長 宋哲元
察哈爾都統 張之江（1924年11月18日任命）

#### 1925年1月 - 1926年3月
12個歩兵師、2個騎兵師、衛隊1個旅、砲兵2個旅で構成され、総兵力は15万人。1926年1月、馮玉祥下野に伴い、張之江が国民軍第1軍を率いることになった。

西北辺防督弁

馮玉祥（1925年1月4日 - 1926年1月10日）→張之江（1926年1月10日 - 9月）
西北辺防会弁 馬福祥
参謀長 劉驥（後に曹浩森）
第1師師長 韓復榘
第2師師長 孫良誠
第3師師長 陳希聖
第4師師長 佟麟閣
第5師師長 石敬亭（後に陳毓耀）
第6師師長 石友三
第7師師長 馬鴻逵
第8師師長 譚慶林
第9師師長 唐之道
第10師師長 劉汝明
第12師師長 蔣鴻遇
第13師師長 張維璽
騎兵第1師師長 張樹声
騎兵第2師師長 孫連仲
京畿警衛司令 鹿鍾麟
察哈爾都統 張之江
綏遠都統 李鳴鐘（1925年1月4日 - 1926年1月9日）→劉郁芬（1926年1月9日 - ）
熱河都統 宋哲元 (1925年12月4日 - 1926年4月5日）
甘粛督弁 馮玉祥（1925年8月 - 1926年1月9日）→李鳴鐘（1926年1月9日 - ）

#### 1926年4月 - 9月
1926年4月15日に、南口に撤退した時点で軍を再編した。9個軍と2個騎兵集団を擁し、総兵力は約20万人。

国民軍総司令兼西北辺防司令 張之江
参謀長 曹浩森
東路軍総司令 鹿鍾麟
第1軍軍長兼前方総指揮 鄭金声
第2軍軍長 方振武
第4軍軍長 徐永昌
第9軍軍長 王鎮淮
西路軍総司令 宋哲元
第5軍軍長 石敬亭
第6軍軍長 石友三
第8軍軍長 韓復榘
騎兵第1集団総指揮 趙守鈺
騎兵第2集団総指揮 楊兆麟
総予備隊総指揮 蔣鴻遇
駐甘司令 劉郁芬

### 国民軍第2軍

#### 1924年10月 - 1925年3月
当初は3個師を統轄し、1925年1月に6個師に増強。3個混成旅とあわせて約3万人。

国民軍副総司令兼第2軍軍長 胡景翼
第1師師長 胡景翼（代理 胡景銓）
第2師師長 岳維峻
第3師師長 田玉潔
第4師師長 陳文釗
第5師師長 王為蔚
第6師師長 樊鍾秀〔就任せず〕

#### 1925年4月 - 1926年9月
1925年4月10日、胡景翼が病没したため、岳維峻がその地位を後継した。同年夏、11個師・18個混成旅・2個騎兵旅・独立砲兵13個団・歩兵6個団・12個補充団・騎兵1個団とあわせて総兵力20万人にまで拡充している。しかし翌年3月、靳雲鶚の第1軍、寇英傑の第2路軍、劉鎮華の陝甘軍との戦いに敗れて岳が捕虜とされ、国民軍第2軍は崩壊した。

第2軍軍長 岳維峻
第1師師長 胡景銓
第2師師長 岳維峻
第3師師長 田文潔
第4師師長 陳文釗
第5師師長 王為蔚
第6師師長 樊鍾秀〔就任せず〕
第7師師長 鄧瑜（鄧宝珊）
第8師師長 馮毓東
第9師師長 李紀才
第10師師長 李雲竜
第11師師長 蔣世杰
国民軍第2軍附属部隊
毅軍総司令 米振標
建国豫軍総司令 樊鍾秀

### 国民軍第3軍
孫岳率いる中央陸軍第15混成旅を母体とした。当初は徐永昌、龐炳勲の2個団のみの統轄であったが、国民軍結成後に拡充し、2個師、4個混成旅で構成される総兵力約7万人となった。1926年3月、第3軍は直魯聯軍に敗北し、また孫岳も病に倒れてしまう。残軍は徐永昌らが率いて第1軍と合流している。

国民軍副司令兼第3軍軍長 孫岳
副軍長 葉荃
参謀長 劉汝賢
中央暫編第4師師長 何遂
第2師師長 葉荃（後任に孫魁元）

### 東北国民軍（国民軍第4軍）
上述の通り、東北国民軍は郭松齢が東北陸軍第6師を改組して結成した軍である。5個軍、約7万人。郭敗死後の1926年1月、第5軍軍長魏益三が馮玉祥に合流し、国民軍第4軍と称された。しかし同年3月に国民軍が敗戦した際に、魏は国民軍を離れて「正義軍」を自称し、後に呉佩孚に投降した。

東北国民軍軍長 郭松齢
参謀長 鄒作華
第1軍軍長 劉振東
第2軍軍長 劉偉
第3軍軍長 范浦江
第4軍軍長 霽雲
第5軍軍長 魏益三

### 国民軍第5軍
上述の通り、方振武が直魯聯軍第24師を改組して結成したものである。元々は安徽派の参戦軍第2師として1919年1月に編成され、安直戦争後に張宗昌に接収・縮小されて第7旅、先遣第2梯隊を経て1925年（民国14年）秋、第24師に改編された。ただし元々は1個師であるため、3個旅を統轄しているにすぎない。第1軍に合流して南口大戦などでも戦い、後に五原誓師にも加わった。

第5軍軍長兼第1旅旅長 方振武
参謀長 阮玄武